# Colm McCarthy (director)
Colm McCarthy (Edimburg, 16 de febrer de 1973) és un director de cinema, guionista i productor de cinema britànic.

## Biografia
Després de l'escola, McCarthy va viure a Irlanda durant uns anys i es va guanyar la vida com a músic en bandes de punk rock. No va anar a l'escola de cinema, però quan era adolescent va fer curtmetratges i vídeos amb amics amb material prestat. Va aprendre a filmar practicant escenografia. El 1998 es va incorporar al negoci del cinema a Dublín, sol·licitant-se com a intern a la pel·lícula de John Boorman El general. Un dels seus primers treballs va arribar quan un tècnic d'il·luminació el va utilitzar a causa de la seva alçada per il·luminar actors per a les properes preses. Després es va quedar amb la pel·lícula com "noi per a tot" i va agafar en préstec equip durant el cap de setmana per fer les seves pròpies pel·lícules i vídeos.
Va rodar el seu primer llargmetratge, "Outcast", el 2010, del qual també va escriure el guió juntament amb el seu germà Tom K. McCarthy. La pel·lícula va ser nominada al premi BAFTA, Escòcia el 2011 ("Premi del públic"). Des de llavors, ha dirigit principalment sèries per a la BBC i emissores privades britàniques.

## Filmografia

### Cinema
| Any  | Títol                       | Director | Guionista | Notes         |
| ---- | --------------------------- | -------- | --------- | ------------- |
| 2003 | The Making of a Prodigy     | Sí       | Sí        | Curtmetratge  |
| 2010 | Outcast                     | Sí       | Sí        |               |
| 2016 | The Girl with All the Gifts | Sí       | No        |               |
| 2024 | Bagman                      | Sí       | No        | Postproducció |

### Televisió
| Any       | Títol                               | Director | Productor executiu | Notes      |
| --------- | ----------------------------------- | -------- | ------------------ | ---------- |
| 2001      | No Frontiers                        | Sí       | No                 |            |
| 2003-2005 | Dream Team                          | Sí       | No                 | 3 episodis |
| 2004      | The Big Bow Wow                     | Sí       | No                 |            |
| 2005      | Footballers' Wives                  | Sí       | No                 | 4 episodis |
| 2006      | Hustle                              | Sí       | No                 | 2 episodis |
| 2006-2007 | Murphy's Law                        | Sí       | No                 | 6 episodis |
| 2007      | Single-Handed                       | Sí       | No                 | 3 episodis |
| 2008      | The Tudors                          | Sí       | No                 | 2 episodis |
| 2008      | Spooks                              | Sí       | No                 | 2 episodis |
| 2009      | Hunter                              | Sí       | No                 | 2 episodis |
| 2010      | The Deep                            | Sí       | No                 | 2 episodis |
| 2011      | Injustice                           | Sí       | No                 | 5 episodis |
| 2012-2013 | Endeavour                           | Sí       | No                 | 2 episodis |
| 2013      | Ripper Street                       | Sí       | No                 | 2 episodis |
| 2013      | Doctor Who                          | Sí       | No                 | 1 episodi  |
| 2014      | Sherlock                            | Sí       | No                 | 1 episodi  |
| 2014      | Peaky Blinders                      | Sí       | No                 | 6 episodis |
| 2017      | Black Mirror                        | Sí       | No                 | 1 episodi  |
| 2018      | Krypton                             | Sí       | Sí                 | 1 episodi  |
| 2019      | Curfew                              | Sí       | Sí                 | 3 episodis |
| 2022      | The Bastard Son & The Devil Himself | Sí       | Sí                 | 4 episodis |